# 蔡桂英
桂英阿嬤（1925年—2006年）本名蔡桂英，新竹縣新埔鎮客家人。臺籍慰安婦，與親姐姐寅嬌阿嬤被日軍誘拐。

## 生平
蔡桂英生於台灣新竹縣新埔庄，現已更名為新埔街。出生家貧，父兄於童年相繼逝世，母親於婚後再嫁，不料繼父離家出走，母親礙於生計，僅以五十元的微薄價碼，將蔡桂英賣給祖母的親戚做養女。祖母的親戚身分不詳，僅知自己育養的親生兒子早年夭逝，丈夫下落不明。蔡桂英的養母同時收養妹妹的兩位女兒。一家四口便靠著編制草帽和縫紉唐裝的鈕扣，艱苦維繫生活。
2005年8月8日，蔡桂英在兒子陪同下，與蘇寅嬌、盧滿妹出席在《沈默的傷痕─日軍慰安婦歷史圖像書》的出版記者會，表達對往事的傷痛。